# Денисов, Родион Андреевич
Родио́н Андре́евич Дени́сов (эст. Rodion Denissov; род. 14 мая 1976, Таллин) — эстонский общественный деятель, педагог, журналист, публицист, радиоведущий и телеведущий. 
Автор многих публикаций в эстонских и российских СМИ.

## Биография
С 1995 по 1999 годы — редактор и ведущий программ на общественно-правовом Радио 4 (русская программа Эстонского радио).
С 21 июля 2008 года по 1 мая 2009 года — главный редактор газеты «Молодёжь Эстонии» До этого — редактор русской службы Эстонского телеграфного агентства (ЭТА) и корреспондент ИА «Росбалт» в Прибалтике.
Некоторое время работал советником по связям с общественностью в Министерстве окружающей среды Эстонии.
До июля 2008 года — член правления Таллинской организации и член правления Русского объединения партии «Народный Союз Эстонии» (эст. Eestimaa Rahvaliit).
В 2003—2004 годах — преподаватель Таллинского университета и высшей школы I Studium.
В 2005—2009 годах — член Административного совета Таллинской городской части Мустамяэ. Председатель комиссий по образованию, социальным вопросам и окружающей среде.

В 2013 году приобрел бренд выходившей с 1972 по 1991 годы ежедневной газеты «Вечерний Таллин», являвшейся в советское время печатным органом Таллинского городского комитета КП Эстонии и Таллинского городского Совета народных депутатов. В 2015 году продал бренд компании Mediant Invest.

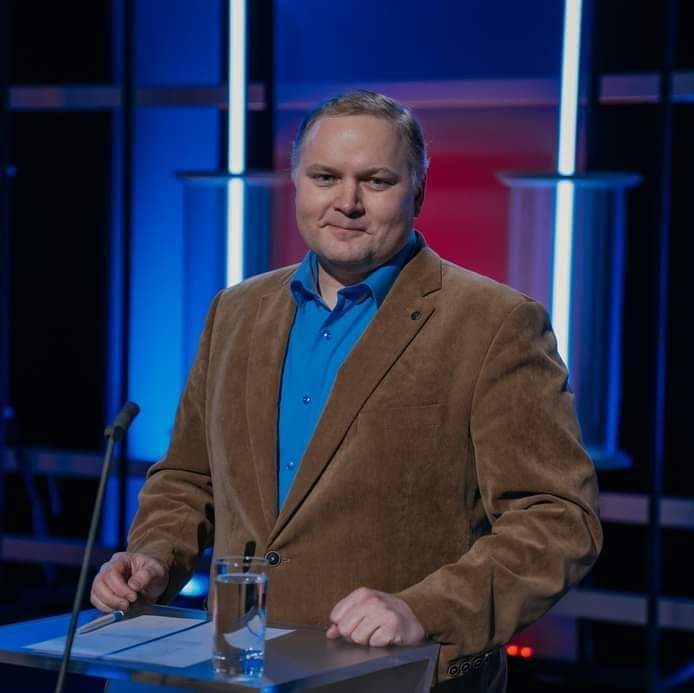
Родион Денисов в эфире эстонского телеканала ETV+

В 2014 году — приглашенный ведущий нескольких выпусков популярной радиопрограммы Kirillitsas Eesti (Эстония на кириллице) на Raadio Kuku на эстонском языке.
С марта 2015 года по май 2017 года — ведущий популярной общественно-политической программы Monitor на Таллинском телевидении (TTV) на эстонском языке.
В 2010—2019 годах — издатель и главный редактор эстонского журнала на русском языке «Красивая жизнь».
С 1 января 2018 года по 31 января 2022 года — издатель и главный редактор общественно-политического портала Tribuna.ee
С 9 августа по 31 декабря 2022 года  — главный редактор эстонского портала rus.objektiiv.ee
С 2023 года — преподаватель эстонского языка и культурологии Таллинской Тынисмяэской реальной школы.